# Makin' Whoopee
Makin' Whoopee est une chanson composée par Walter Donaldson avec des paroles de Gus Kahn pour leur comédie musicale Whoopee!, créée à Broadway en 1928. La chanson fut créée sur scène par Eddie Cantor.
La chanson fut rapidement reprise par Paul Whiteman et son orchestre avec Bing Crosby, Jack Fulton, Charles Gaylord et Austin Young au chant. Sa version était moins populaire que celle d'Eddie Cantor, mais pas de loin.
Cantor a également chanté cette chanson dans l'adaptation cinématographique de la comédie musicale Whoopee!, intitulée également Whoopee! et sorti en 1930, et dans le film Show Business, sorti en 1944.
Frank Sinatra a repris cette chanson dans le genre swing sur l'album Songs for Swingin' Lovers! (1956). Ella Fitzgerald et Louis Armstrong l'a reprise en duo sur leur album de duos Ella and Louis Again (1957).